# Fußball-Europameisterschaft 1996/Gruppe A
Dieser Artikel umfasst die Spiele der Gruppe A der Fußball-Europameisterschaft 1996 mit allen statistischen Details:
| Pl.                                                                                               | Verein      | Sp. | S | U | N | Tore    | Diff. | Punkte |
| ------------------------------------------------------------------------------------------------- | ----------- | --- | - | - | - | ------- | ----- | ------ |
| 1.                                                                                                | England     | 3   | 2 | 1 | 0 | 007:200 | +5    | 07     |
| 2.                                                                                                | Niederlande | 3   | 1 | 1 | 1 | 003:400 | −1    | 04     |
| 3.                                                                                                | Schottland  | 3   | 1 | 1 | 1 | 001:200 | −1    | 04     |
| 4.                                                                                                | Schweiz     | 3   | 0 | 1 | 2 | 001:400 | −3    | 01     |
| Für die Platzierung 2 und 3 ist die Anzahl der erzielten Tore in allen Gruppenspielen maßgeblich. |             |     |   |   |   |         |       |        |

## England – Schweiz 1:1 (1:0)
| England                                                        | England | Schweiz | Schweiz | Aufstellung                       |
| -------------------------------------------------------------- | --- | --- | ------- | --------------------------------- |
| England                                                        | \| 1. Spieltag Gruppenphase \| \| Samstag, 8. Juni 1996 um 15:00 Uhr in London (Wembley-Stadion) \| \| Zuschauer: 76.567 (ausverkauft) \| \| Schiedsrichter: Manuel Díaz Vega ( Spanien) \|                                                                | \| 1. Spieltag Gruppenphase \| \| Samstag, 8. Juni 1996 um 15:00 Uhr in London (Wembley-Stadion) \| \| Zuschauer: 76.567 (ausverkauft) \| \| Schiedsrichter: Manuel Díaz Vega ( Spanien) \|                                                                           | Schweiz | Aufstellung England gegen Schweiz |
| England                                                        | David Seaman – Gary Neville, Tony Adams , Gareth Southgate, Stuart Pearce – Darren Anderton, Paul Ince, Paul Gascoigne (77. David Platt), Steve McManaman (69. Steve Stone) – Teddy Sheringham (69. Nick Barmby), Alan Shearer Cheftrainer: Terry Venables | Marco Pascolo – Sébastien Jeanneret, Ramon Vega, Stéphane Henchoz, Yvan Quentin – Johann Vogel, Alain Geiger (69. Marcel Koller), Ciriaco Sforza – Christophe Bonvin (67. Stéphane Chapuisat) – Marco Grassi, Kubilay Türkyılmaz Cheftrainer: Artur Jorge ( Portugal) | Schweiz | Aufstellung England gegen Schweiz |
| England                                                        | 1:0 Shearer (23.) | 1:1 Türkyılmaz (83., Handelfmeter) | Schweiz | Aufstellung England gegen Schweiz |
| England                                                        | Neville, Adams | Vogel, Quentin, Grassi, Vega | Schweiz | Aufstellung England gegen Schweiz |
| 1. Spieltag Gruppenphase                                       | | |         |                                   |
| Samstag, 8. Juni 1996 um 15:00 Uhr in London (Wembley-Stadion) | | |         |                                   |
| Zuschauer: 76.567 (ausverkauft)                                | | |         |                                   |
| Schiedsrichter: Manuel Díaz Vega ( Spanien)                    | | |         |                                   |

## Niederlande – Schottland 0:0
| Niederlande                                                   | Niederlande | Schottland | Schottland | Aufstellung                              |
| ------------------------------------------------------------- | --- | --- | ---------- | ---------------------------------------- |
| Niederlande                                                   | \| 1. Spieltag Gruppenphase \| \| Montag, 10. Juni 1996 um 16:30 Uhr in Birmingham (Villa Park) \| \| Zuschauer: 34.363 \| \| Schiedsrichter: Leif Sundell ( Schweden) \| | \| 1. Spieltag Gruppenphase \| \| Montag, 10. Juni 1996 um 16:30 Uhr in Birmingham (Villa Park) \| \| Zuschauer: 34.363 \| \| Schiedsrichter: Leif Sundell ( Schweden) \|                                                                                 | Schottland | Aufstellung Niederlande gegen Schottland |
| Niederlande                                                   | Edwin van der Sar – Michael Reiziger, Johan de Kock, Winston Bogarde – Ronald de Boer (68. Aron Winter), Clarence Seedorf, Edgar Davids, Richard Witschge (78. Phillip Cocu) – Gaston Taument (63. Patrick Kluivert), Dennis Bergkamp, Jordi Cruyff Cheftrainer: Guus Hiddink | Andy Goram – Colin Hendry – Stewart McKimmie (85. Craig Burley), Colin Calderwood, Tom Boyd – Kevin Gallacher (56. Billy McKinlay), Stuart McCall, Gary McAllister , John Collins – Gordon Durie, Scott Booth (46. John Spencer) Cheftrainer: Craig Brown | Schottland | Aufstellung Niederlande gegen Schottland |
| Niederlande                                                   | Witschge, Taument | Boyd, Gallacher | Schottland | Aufstellung Niederlande gegen Schottland |
| 1. Spieltag Gruppenphase                                      | | |            |                                          |
| Montag, 10. Juni 1996 um 16:30 Uhr in Birmingham (Villa Park) | | |            |                                          |
| Zuschauer: 34.363                                             | | |            |                                          |
| Schiedsrichter: Leif Sundell ( Schweden)                      | | |            |                                          |

## Schweiz – Niederlande 0:2 (0:0)
| Schweiz                                                           | Schweiz | Niederlande | Niederlande | Aufstellung                           |
| ----------------------------------------------------------------- | --- | --- | ----------- | ------------------------------------- |
| Schweiz                                                           | \| 2. Spieltag Gruppenphase \| \| Donnerstag, 13. Juni 1996 um 19:30 Uhr in Birmingham (Villa Park) \| \| Zuschauer: 36.800 \| \| Schiedsrichter: Atanas Usunow ( Bulgarien) \|                                                                       | \| 2. Spieltag Gruppenphase \| \| Donnerstag, 13. Juni 1996 um 19:30 Uhr in Birmingham (Villa Park) \| \| Zuschauer: 36.800 \| \| Schiedsrichter: Atanas Usunow ( Bulgarien) \|                                                                                               | Niederlande | Aufstellung Schweiz gegen Niederlande |
| Schweiz                                                           | Marco Pascolo – Sébastien Jeanneret (69. Alexandre Comisetti), Ramon Vega, Stéphane Henchoz, Yvan Quentin – Marc Hottiger, Ciriaco Sforza , Johann Vogel – Kubilay Türkyılmaz – Marco Grassi, Stéphane Chapuisat Cheftrainer: Artur Jorge ( Portugal) | Edwin van der Sar – Michael Reiziger, Danny Blind , Winston Bogarde – Ronald de Boer (80. Edgar Davids), Aron Winter, Clarence Seedorf (26. Johan de Kock), Richard Witschge – Jordi Cruyff (84. Patrick Kluivert), Dennis Bergkamp, Peter Hoekstra Cheftrainer: Guus Hiddink | Niederlande | Aufstellung Schweiz gegen Niederlande |
| Schweiz                                                           | 0:1 Cruyff (66.) 0:2 Bergkamp (79.) | | Niederlande | Aufstellung Schweiz gegen Niederlande |
| Schweiz                                                           | Jeanneret, Chapuisat, Türkyılmaz, Grassi | Seedorf | Niederlande | Aufstellung Schweiz gegen Niederlande |
| 2. Spieltag Gruppenphase                                          | | |             |                                       |
| Donnerstag, 13. Juni 1996 um 19:30 Uhr in Birmingham (Villa Park) | | |             |                                       |
| Zuschauer: 36.800                                                 | | |             |                                       |
| Schiedsrichter: Atanas Usunow ( Bulgarien)                        | | |             |                                       |

## England – Schottland 2:0 (0:0)
| England                                                         | England | Schottland | Schottland | Aufstellung                          |
| --------------------------------------------------------------- | --- | --- | ---------- | ------------------------------------ |
| England                                                         | \| 2. Spieltag Gruppenphase \| \| Samstag, 15. Juni 1996 um 15:00 Uhr in London (Wembley-Stadion) \| \| Zuschauer: 76.864 (ausverkauft) \| \| Schiedsrichter: Pierluigi Pairetto ( Italien) \|                                                                 | \| 2. Spieltag Gruppenphase \| \| Samstag, 15. Juni 1996 um 15:00 Uhr in London (Wembley-Stadion) \| \| Zuschauer: 76.864 (ausverkauft) \| \| Schiedsrichter: Pierluigi Pairetto ( Italien) \|                                                      | Schottland | Aufstellung England gegen Schottland |
| England                                                         | David Seaman – Gary Neville, Tony Adams , Gareth Southgate, Stuart Pearce (48. Jamie Redknapp / 84. Sol Campbell) – Darren Anderton, Paul Ince (80. Steve Stone), Paul Gascoigne, Steve McManaman – Teddy Sheringham, Alan Shearer Cheftrainer: Terry Venables | Andy Goram – Colin Hendry – Stewart McKimmie, Colin Calderwood, Tom Boyd – Tosh McKinlay (83. Craig Burley), Stuart McCall, Gary McAllister , John Collins – Gordon Durie (87. Eoin Jess), John Spencer (67. Ally McCoist) Cheftrainer: Craig Brown | Schottland | Aufstellung England gegen Schottland |
| England                                                         | 1:0 Shearer (54.) 2:0 Gascoigne (79.) | | Schottland | Aufstellung England gegen Schottland |
| England                                                         | Ince, Shearer | Collins, Spencer, Hendry | Schottland | Aufstellung England gegen Schottland |
| England                                                         | McAllister verschießt Foulelfmeter (78.) | | Schottland | Aufstellung England gegen Schottland |
| 2. Spieltag Gruppenphase                                        | | |            |                                      |
| Samstag, 15. Juni 1996 um 15:00 Uhr in London (Wembley-Stadion) | | |            |                                      |
| Zuschauer: 76.864 (ausverkauft)                                 | | |            |                                      |
| Schiedsrichter: Pierluigi Pairetto ( Italien)                   | | |            |                                      |

## England – Niederlande 4:1 (1:0)
| England                                                          | England | Niederlande | Niederlande | Aufstellung                           |
| ---------------------------------------------------------------- | --- | --- | ----------- | ------------------------------------- |
| England                                                          | \| 3. Spieltag Gruppenphase \| \| Dienstag, 18. Juni 1996 um 19:30 Uhr in London (Wembley-Stadion) \| \| Zuschauer: 76.798 (ausverkauft) \| \| Schiedsrichter: Gerd Grabher ( Österreich) \|                                                                 | \| 3. Spieltag Gruppenphase \| \| Dienstag, 18. Juni 1996 um 19:30 Uhr in London (Wembley-Stadion) \| \| Zuschauer: 76.798 (ausverkauft) \| \| Schiedsrichter: Gerd Grabher ( Österreich) \|                                                                                  | Niederlande | Aufstellung England gegen Niederlande |
| England                                                          | David Seaman – Gary Neville, Tony Adams , Gareth Southgate, Stuart Pearce – Darren Anderton, Paul Ince (68. David Platt), Paul Gascoigne, Steve McManaman – Teddy Sheringham (76. Robbie Fowler), Alan Shearer (76. Nick Barmby) Cheftrainer: Terry Venables | Edwin van der Sar – Michael Reiziger, Danny Blind , Winston Bogarde – Ronald de Boer (72. Patrick Kluivert), Aron Winter, Clarence Seedorf, Richard Witschge (46. Johan de Kock) – Jordi Cruyff, Dennis Bergkamp, Peter Hoekstra (72. Phillip Cocu) Cheftrainer: Guus Hiddink | Niederlande | Aufstellung England gegen Niederlande |
| England                                                          | 1:0 Shearer (23., Foulelfmeter) 2:0 Sheringham (51.) 3:0 Shearer (56.) 4:0 Sheringham (62.) | 4:1 Kluivert (78.) | Niederlande | Aufstellung England gegen Niederlande |
| England                                                          | Sheringham, Ince (2., gesperrt), Southgate | Winter, Blind, Bergkamp | Niederlande | Aufstellung England gegen Niederlande |
| 3. Spieltag Gruppenphase                                         | | |             |                                       |
| Dienstag, 18. Juni 1996 um 19:30 Uhr in London (Wembley-Stadion) | | |             |                                       |
| Zuschauer: 76.798 (ausverkauft)                                  | | |             |                                       |
| Schiedsrichter: Gerd Grabher ( Österreich)                       | | |             |                                       |

## Schottland – Schweiz 1:0 (1:0)
| Schottland                                                      | Schottland | Schweiz | Schweiz | Aufstellung                          |
| --------------------------------------------------------------- | --- | --- | ------- | ------------------------------------ |
| Schottland                                                      | \| 3. Spieltag Gruppenphase \| \| Dienstag, 18. Juni 1996 um 19:30 Uhr in Birmingham (Villa Park) \| \| Zuschauer: 34.926 \| \| Schiedsrichter: Václav Krondl ( Tschechien) \|                                                 | \| 3. Spieltag Gruppenphase \| \| Dienstag, 18. Juni 1996 um 19:30 Uhr in Birmingham (Villa Park) \| \| Zuschauer: 34.926 \| \| Schiedsrichter: Václav Krondl ( Tschechien) \| | Schweiz | Aufstellung Schottland gegen Schweiz |
| Schottland                                                      | Andy Goram – Colin Hendry – Tosh McKinlay (60. Scott Booth), Colin Calderwood, Tom Boyd – Craig Burley, Stuart McCall, Gary McAllister , John Collins – Gordon Durie, Ally McCoist (84. John Spencer) Cheftrainer: Craig Brown | Marco Pascolo – Marc Hottiger, Ramon Vega, Stéphane Henchoz, Yvan Quentin (81. Alexandre Comisetti) – Marcel Koller (46. Sébastien Fournier), Ciriaco Sforza , Johann Vogel – Christophe Bonvin (46. Raphael Wicky) – Kubilay Türkyılmaz, Stéphane Chapuisat Cheftrainer: Artur Jorge ( Portugal) | Schweiz | Aufstellung Schottland gegen Schweiz |
| Schottland                                                      | 1:0 McCoist (36.) | | Schweiz | Aufstellung Schottland gegen Schweiz |
| Schottland                                                      | Calderwood, McCall, Collins | Vega, Vogel, Wicky, Fournier | Schweiz | Aufstellung Schottland gegen Schweiz |
| 3. Spieltag Gruppenphase                                        | | |         |                                      |
| Dienstag, 18. Juni 1996 um 19:30 Uhr in Birmingham (Villa Park) | | |         |                                      |
| Zuschauer: 34.926                                               | | |         |                                      |
| Schiedsrichter: Václav Krondl ( Tschechien)                     | | |         |                                      |